# 楊梅兼行
楊梅 兼行（やまもも かねゆき）は、鎌倉時代中期から後期にかけての公卿・歌人。左中将・楊梅親忠の子。官位は従二位・民部卿。前期京極派歌人。

## 家系
楊梅家は法興院関白藤原兼家の息男、大納言・右大将道綱の後裔である。道綱の玄孫である藤原季行の嫡男定能や資季を輩出した樋口家（二条家）が嫡流であり、季行の息男重季の系統を楊梅家と称し、非参議公卿の家格である。藤原敦家以来、篳篥に秀でた家系として知られるが、いずれの系統も室町時代に断絶している。

## 経歴
以下、『公卿補任』と『尊卑分脈』の内容に従って記述する。
- 正嘉2年（1258年）11月6日、叙爵。
- 弘長2年（1262年）10月6日、侍従に任ぜられる。
- 文永2年（1265年）1月5日、従五位上に昇叙。
- 文永3年（1266年）11月2日、左少将に任ぜられる。
- 文永5年（1268年）1月7日、正五位下に昇叙。
- 文永6年（1269年）7月28日、父の喪から明けて復任。
- 文永8年（1271年）1月5日、従四位下に昇叙。2月2日、少将は元の如し。
- 建治2年（1276年）1月5日、従四位上に昇叙。
- 建治4年（1278年）2月10日、周防権介を兼ねる。
- 正応2年（1289年）1月7日、正四位下に昇叙。12月12日、右中将に転任。
- 正応3年（1290年）10月29日、左兵衛督に転任。
- 正応5年（1292年）3月29日、従三位に叙される。4月1日、左兵衛督は元の如し。閏6月16日、督を止める。
- 永仁2年（1294年）3月27日、正三位に昇叙。
- 永仁5年（1297年）6月7日、兵部卿に任ぜられる。
- 永仁6年（1298年）10月19日、民部卿に転任。
- 正安元年（1299年）3月24日、従二位に昇叙。
- 正安3年（1301年）3月14日、民部卿を止める。
- 嘉元2年（1304年）5月、後深草院の出家に伴い出家。法名は兼蓮。

## 持明院統の近臣
後深草院以来の持明院統の近臣である。伏見天皇の春宮時代以来の近臣であり京極派の歌人として知られていて、『弘安源氏論議』（弘安3年（1280年））に名を連ねる一人である。後の『玉葉和歌集』には「従二位兼行」の作者名で選歌されている。兼行は後深草院の家司であったことが『増鏡』に描かれ、伏見天皇即位時には西園寺鏱子入内の際に兼行の娘が女房として付き添ったことも描かれている。持明院統の近臣一辺倒であったためか、伏見天皇が即位してから急速に高位高官に昇っている。楊梅家の中で民部卿に任ぜられたのは兼行だけである。

## 系譜
- 父：楊梅親忠
- 母：中納言吉田為経娘
- 妻：従三位藤原頼清娘
  - 男子：楊梅兼高（1287-1339）
- 生母不明の子女
  - 男子：楊梅俊兼
  - 男子：楊梅盛親
  - 女子：資親室
  - 女子：公春室